# Chgrp
chgrp (abbreviazione dalla lingua inglese di change group, cambia gruppo) è un comando dei sistemi  operativi Unix e Unix-like, e più in generale dei sistemi POSIX, che modifica il gruppo assegnato di uno o più file e directory.
Su alcuni sistemi (solitamente di derivazione BSD, ma anche Linux) solo il superuser (root) può modificare il gruppo assegnato ad un file o directory, mentre in altri sistemi (tipicamente di derivazione UNIX System V) l'operazione può essere effettuata anche dal proprietario corrente del file.

## Sintassi
La sintassi generale di chgrp è la seguente:
```
chgrp [
opzioni
] [--] 
gruppo
 
file1
 [
file2
 …]
```

Il parametro gruppo indica il nuovo gruppo da assegnare.
I parametri file specificano i file e le directory da modificare.
Il doppio trattino -- (facoltativo) indica che i parametri successivi non sono da considerarsi opzioni.
Tra le opzioni principali vi sono:
-hIn caso di collegamenti simbolici, se il sistema lo prevede, modifica il gruppo del collegamento simbolico invece che quello della sua destinazione.
-RApplica le modifiche ricorsivamente alle directory specificate ed ai file e subdirectory in esse contenute.

## Esempi
Assegna il gruppo vendite al file /home/roberto/file:
```
chgrp vendite /home/roberto/file
```